# Rasmus Pettersen
Rasmus Pettersen (Trondheim, 1877. szeptember 8. – Trondheim, 1957. május 24.) norvég olimpiai bajnok tornász.
Az 1906. évi nyári olimpiai játékokon indult tornában és összetett csapatversenyben aranyérmes lett.
Testvére, Thorleif Petersen vele együtt lett olimpiai bajnok tornász.
Klubcsapata a Trondhjems Turnforening volt.